# Meijin 2020
Il Meijin 2020 è stata la 45ª edizione del torneo goistico giapponese Meijin.

## Qualificazioni
|  | Quarti di finale | Quarti di finale | Quarti di finale |               |                  | Semifinali       | Semifinali | Semifinali |  |  | Finale | Finale | Finale |  |
|  |                  |                  |                  |               |                  |                  |            |            |  |  |        |        |        |  |
|  | Atsushi Sada     | Atsushi Sada     | 0                |               |                  |                  |            |            |  |  |        |        |        |  |
|  | Atsushi Sada     | Atsushi Sada     | 0                |               |                  |                  |            |            |  |  |        |        |        |  |
|  | Toshimasa Adachi | Toshimasa Adachi | 1                |               |                  |                  |            |            |  |  |        |        |        |  |
|  | Toshimasa Adachi | Toshimasa Adachi | 1                |               | Toshimasa Adachi | Toshimasa Adachi | 1          |            |  |  |        |        |        |  |
|  |                  |                  |                  |               | Toshimasa Adachi | Toshimasa Adachi | 1          |            |  |  |        |        |        |  |
|  |                  |                  | Rei Terayama     | Rei Terayama  | 0                |                  |            |            |  |  |        |        |        |  |
|  | Kazushi Tsuruta  | Kazushi Tsuruta  | Rei Terayama     | Rei Terayama  | 0                | 0                |            |            |  |  |        |        |        |  |
|  | Kazushi Tsuruta  | Kazushi Tsuruta  |                  |               |                  |                  |            |            |  |  |        |        |        |  |
|  | Rei Terayama     | Rei Terayama     | 1                |               |                  |                  |            |            |  |  |        |        |        |  |
|  | Rei Terayama     | Rei Terayama     | 1                |               | Toshimasa Adachi | Toshimasa Adachi | 0          |            |  |  |        |        |        |  |
|  |                  |                  |                  |               |                  |                  |            |            |  |  |        |        |        |  |
|  |                  |                  | Rin Kanketsu     | Rin Kanketsu  | 1                |                  |            |            |  |  |        |        |        |  |
|  | Michael Redmond  | Michael Redmond  | Rin Kanketsu     | Rin Kanketsu  | 1                | 0                |            |            |  |  |        |        |        |  |
|  | Michael Redmond  | Michael Redmond  |                  |               |                  |                  |            |            |  |  |        |        |        |  |
|  | Rin Kanketsu     | Rin Kanketsu     | 1                |               |                  |                  |            |            |  |  |        |        |        |  |
|  | Rin Kanketsu     | Rin Kanketsu     | 1                |               | Rin Kanketsu     | Rin Kanketsu     | 1          |            |  |  |        |        |        |  |
|  |                  |                  |                  |               | Rin Kanketsu     | Rin Kanketsu     | 1          |            |  |  |        |        |        |  |
|  |                  |                  | Yuta Mutsuura    | Yuta Mutsuura | 0                |                  |            |            |  |  |        |        |        |  |
|  | Toshiya Imamura  | Toshiya Imamura  | Yuta Mutsuura    | Yuta Mutsuura | 0                | 0                |            |            |  |  |        |        |        |  |
|  | Toshiya Imamura  | Toshiya Imamura  |                  |               |                  |                  |            |            |  |  |        |        |        |  |
|  | Yuta Mutsuura    | Yuta Mutsuura    | 1                |               |                  |                  |            |            |  |  |        |        |        |  |

|  | Quarti di finale | Quarti di finale | Quarti di finale |                 |                | Semifinali     | Semifinali | Semifinali |  |  | Finale | Finale | Finale |  |
|  |                  |                  |                  |                 |                |                |            |            |  |  |        |        |        |  |
|  | Tetsuya Mitani   | Tetsuya Mitani   | 1                |                 |                |                |            |            |  |  |        |        |        |  |
|  | Tetsuya Mitani   | Tetsuya Mitani   | 1                |                 |                |                |            |            |  |  |        |        |        |  |
|  | Akiyoshi Hon     | Akiyoshi Hon     | 0                |                 |                |                |            |            |  |  |        |        |        |  |
|  | Akiyoshi Hon     | Akiyoshi Hon     | 0                |                 | Tetsuya Mitani | Tetsuya Mitani | 0          |            |  |  |        |        |        |  |
|  |                  |                  |                  |                 | Tetsuya Mitani | Tetsuya Mitani | 0          |            |  |  |        |        |        |  |
|  |                  |                  | Kyo Kagen        | Kyo Kagen       | 1              |                |            |            |  |  |        |        |        |  |
|  | Kyo Kagen        | Kyo Kagen        | Kyo Kagen        | Kyo Kagen       | 1              | 1              |            |            |  |  |        |        |        |  |
|  | Kyo Kagen        | Kyo Kagen        |                  |                 |                |                |            |            |  |  |        |        |        |  |
|  | Wu Boyi          | Wu Boyi          | 0                |                 |                |                |            |            |  |  |        |        |        |  |
|  | Wu Boyi          | Wu Boyi          | 0                |                 | Kyo Kagen      | Kyo Kagen      | 1          |            |  |  |        |        |        |  |
|  |                  |                  |                  |                 |                |                |            |            |  |  |        |        |        |  |
|  |                  |                  | Tomoyasu Mimura  | Tomoyasu Mimura | 0              |                |            |            |  |  |        |        |        |  |
|  | Akihiko Fujita   | Akihiko Fujita   | Tomoyasu Mimura  | Tomoyasu Mimura | 0              | 1              |            |            |  |  |        |        |        |  |
|  | Akihiko Fujita   | Akihiko Fujita   |                  |                 |                |                |            |            |  |  |        |        |        |  |
|  | Atsushi Ida      | Atsushi Ida      | 0                |                 |                |                |            |            |  |  |        |        |        |  |
|  | Atsushi Ida      | Atsushi Ida      | 0                |                 | Akihiko Fujita | Akihiko Fujita | 0          |            |  |  |        |        |        |  |
|  |                  |                  |                  |                 | Akihiko Fujita | Akihiko Fujita | 0          |            |  |  |        |        |        |  |
|  |                  |                  | Tomoyasu Mimura  | Tomoyasu Mimura | 1              |                |            |            |  |  |        |        |        |  |
|  | Shinji Suzuki    | Shinji Suzuki    | Tomoyasu Mimura  | Tomoyasu Mimura | 1              | 0              |            |            |  |  |        |        |        |  |
|  | Shinji Suzuki    | Shinji Suzuki    |                  |                 |                |                |            |            |  |  |        |        |        |  |
|  | Tomoyasu Mimura  | Tomoyasu Mimura  | 1                |                 |                |                |            |            |  |  |        |        |        |  |

|  | Quarti di finale | Quarti di finale | Quarti di finale |                 |               | Semifinali    | Semifinali | Semifinali |  |  | Finale | Finale | Finale |  |
|  |                  |                  |                  |                 |               |               |            |            |  |  |        |        |        |  |
|  | Iso Ko           | Iso Ko           | 1                |                 |               |               |            |            |  |  |        |        |        |  |
|  | Iso Ko           | Iso Ko           | 1                |                 |               |               |            |            |  |  |        |        |        |  |
|  | Shigehito Tsuji  | Shigehito Tsuji  | 0                |                 |               |               |            |            |  |  |        |        |        |  |
|  | Shigehito Tsuji  | Shigehito Tsuji  | 0                |                 | Iso Ko        | Iso Ko        | 0          |            |  |  |        |        |        |  |
|  |                  |                  |                  |                 | Iso Ko        | Iso Ko        | 0          |            |  |  |        |        |        |  |
|  |                  |                  | Ryo Ichiriki     | Ryo Ichiriki    | 1             |               |            |            |  |  |        |        |        |  |
|  | Ryo Ichiriki     | Ryo Ichiriki     | Ryo Ichiriki     | Ryo Ichiriki    | 1             | 1             |            |            |  |  |        |        |        |  |
|  | Ryo Ichiriki     | Ryo Ichiriki     |                  |                 |               |               |            |            |  |  |        |        |        |  |
|  | Tadanao Yamamori | Tadanao Yamamori | 0                |                 |               |               |            |            |  |  |        |        |        |  |
|  | Tadanao Yamamori | Tadanao Yamamori | 0                |                 | Ryo Ichiriki  | Ryo Ichiriki  | 1          |            |  |  |        |        |        |  |
|  |                  |                  |                  |                 |               |               |            |            |  |  |        |        |        |  |
|  |                  |                  | Rina Fujisawa    | Rina Fujisawa   | 0             |               |            |            |  |  |        |        |        |  |
|  | Tatsuya Shida    | Tatsuya Shida    | Rina Fujisawa    | Rina Fujisawa   | 0             | 0             |            |            |  |  |        |        |        |  |
|  | Tatsuya Shida    | Tatsuya Shida    |                  |                 |               |               |            |            |  |  |        |        |        |  |
|  | Rina Fujisawa    | Rina Fujisawa    | 1                |                 |               |               |            |            |  |  |        |        |        |  |
|  | Rina Fujisawa    | Rina Fujisawa    | 1                |                 | Rina Fujisawa | Rina Fujisawa | 1          |            |  |  |        |        |        |  |
|  |                  |                  |                  |                 | Rina Fujisawa | Rina Fujisawa | 1          |            |  |  |        |        |        |  |
|  |                  |                  | Yasuhiro Nakano  | Yasuhiro Nakano | 0             |               |            |            |  |  |        |        |        |  |
|  | Makoto Son       | Makoto Son       | Yasuhiro Nakano  | Yasuhiro Nakano | 0             | 0             |            |            |  |  |        |        |        |  |
|  | Makoto Son       | Makoto Son       |                  |                 |               |               |            |            |  |  |        |        |        |  |
|  | Yasuhiro Nakano  | Yasuhiro Nakano  | 1                |                 |               |               |            |            |  |  |        |        |        |  |

## Torneo
- W indica vittoria col bianco
- B indica vittoria col nero
- X indica la sconfitta
- +R indica che la partita si è conclusa per abbandono
- +N indica lo scarto dei punti a fine partita
- +F indica la vittoria per forfeit
- +? indica una vittoria con scarto sconosciuto
- V indica una vittoria in cui non si conosce scarto e colore del giocatore

| Giocatore        | C.U.   | R.Ko. | Y.I. | N.H.  | K.Y.  | D.M.  | R.Ka. | R.I. | K.K.  | Risultato | Note                    |
| ---------------- | ------ | ----- | ---- | ----- | ----- | ----- | ----- | ---- | ----- | --------- | ----------------------- |
| Cho U            | –      | W+R   | X    | X     | X     | X     | B+R   | X    | X     | 2-6       | Retrocesso              |
| Rin Kono         | X      | –     | X    | W+R   | B+1,5 | W+R   | X     | X    | W+0,5 | 4-4       |                         |
| Yūta Iyama       | W+0,5  | B+R   | –    | W+R   | B+R   | W+R   | B+R   | W+R  | B+R   | 8-0       | Qualificato alla finale |
| Naoki Hane       | B+R    | X     | X    | –     | W+2,5 | X     | W+5,5 | X    | X     | 3-5       |                         |
| Keigo Yamashita  | W+11,5 | X     | X    | X     | –     | W+R   | X     | X    | B+R   | 3-5       |                         |
| Daisuke Murakawa | B+R    | X     | X    | W+0,5 | X     | –     | X     | X    | X     | 2-6       | Retrocesso              |
| Rin Kanketsu     | X      | B+R   | X    | X     | W+R   | B+1,5 | –     | X    | X     | 3-5       | Retrocesso              |
| Ryo Ichiriki     | B+R    | W+3,5 | X    | W+R   | B+R   | W+R   | B+R   | –    | W+R   | 7-1       |                         |
| Kyo Kagen        | W+R    | X     | X    | B+R   | X     | B+R   | W+R   | X    | –     | 4-4       |                         |

## Finale
La finale è stata una sfida al meglio delle sette partite. 